# Chełmża
Chełmża (pol. do 1251 r. Łoza, niem. Culmsee, Kulmsee) – miasto w Polsce położone w  województwie kujawsko-pomorskim, w powiecie toruńskim, na zachodnim brzegu Jeziora Chełmżyńskiego. W latach 1975–1998 miejscowość administracyjnie należała do województwa toruńskiego.
Według danych GUS z 31 grudnia 2023 roku Chełmża liczyła 13 691 mieszkańców.

## Położenie
Pod względem historycznym Chełmża leży w ziemi chełmińskiej.
Według regionalizacji fizycznogeograficznej Polski miasto położone jest na Pojezierzu Chełmińskim.

## Historia

### Starożytność
Ślady pobytu człowieka w okolicy dzisiejszej Chełmży sięgają epoki kamiennej (mezolitu i neolitu), z której zachowało się wiele zabytków archeologicznych, np. kamienne siekiery. W dobie kultury łużyckiej nastąpił rozwój osadnictwa w najbliższej bliskości miasta, o czym świadczy obecność pozostałości osady z tego okresu w miejscowości Grodno.

### Średniowiecze
Pierwsza średniowieczna wzmianka o Chełmży została odnotowana przez historyka tej ziemi, ks. Stanisława Kujota: 

[...] „Powyżej dowiedliśmy, że już przed wystawieniem przywileju dla Chełmna i Torunia porozumieli się Krzyżacy z Christianem o zamianę dziesięcin biskupich z ziemi chełmińskiej na daninę zbożową. Nadto przyznali Krzyżacy biskupowi 600 włók ziemi, które mu pod Łozą, czyli późniejszą Chełmżą, w Wąbrzeźnie, Bobrowie i nad Drwęcą, w późniejszem Mszanie – in Loża . .. et in Wambrez et in Boberow et super Drivanciam – wymierzyli. Może już Chrystian założył w swojej Łozie jakąś siedzibę duchowieństwa misyjnego, Heidenrych osiadł w niej od samego początku i wyniósł ją na stolicę dyecezyi, albowiem r. 1248 mówi o miarach zboża, które kościołowi chełmżyńskiemu dawane bywają – que ecclesie Culmseensi solvuntur –. Niezawodnie on nadał też jako Niemiec swej siedzibie nazwę Culmsee, przypominającą nazwę dyecezyi od głównego miasta Chełmna wziętą. Obok nowej nazwy pierwotna poszła prędko w zapomnienie, choć jeszcze r. 1246 mistrz w. tylko Łozę – Loża – znał. Lud okoliczny przerobił nazwę Culmsee na Chełmżę...[...]

Znajdujący się tu gród obronny o nazwie Łoza został w 1222 r. podarowany przez Konrada I mazowieckiego biskupowi misyjnemu Prus, Chrystianowi. W 1243 wolą Wilhelma z Modeny – legata Papieża dla Bornholmu, Gotlandii, i środkowo-wschodniego wybrzeża Bałtyku, podzielona została diecezja Prus i utworzona została diecezja chełmińska, której siedzibą stała się Chełmża. W mieście powstała pierwsza z katedr, wybudowanych na ziemiach administrowanych przez Krzyżaków. Pierwszym biskupem został Heidenreich (1246–1263).

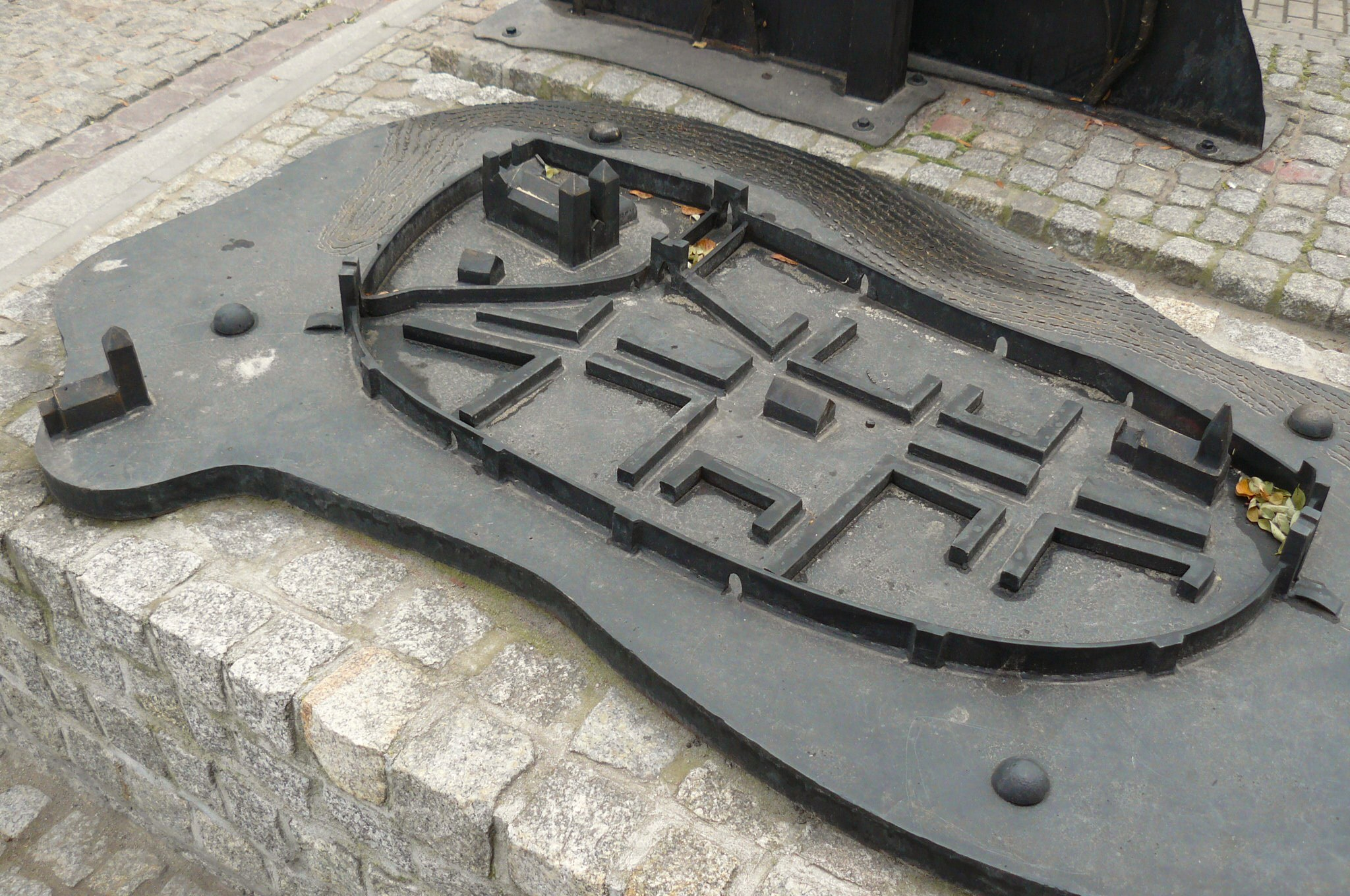
Makieta średniowiecznej Chełmży

Większą rolę zaczęła Chełmża odgrywać od 1251 roku, kiedy stała się siedzibą biskupstwa chełmińskiego, uzyskując jednocześnie od biskupa Heidenryka prawa miejskie jako Culmensee. Nie jest wykluczone, że podobna osada istniała jeszcze przed 1251 rokiem na tzw. surowym korzeniu, w miejscu którego środek oznacza dzisiaj kościół św. Mikołaja, świadczy o tym sformułowanie „quondam castrum” (łac. niegdyś gród) w dokumencie fundacyjnym katedry z 1251 roku, dotyczące istniejącego wcześniej w tym miejscu kościoła parafialnego. W tym samym roku zaczęto wznosić kościół katedralny, będący jednym z największych kościołów gotyckich na ziemi chełmińskiej. Wcześniej powstała fara chełmżyńska.
Pierwsze dziesięciolecia istnienia miasta przebiegały pod znakiem najazdów pruskich, mających miejsce w roku 1268 i 1277. W 1286 r. miasto i katedra zostały zniszczone przez Prusów.
Po zniszczeniach w wyniku najazdów pruskich i litewskich katedra została odbudowana, a prace przy niej trwały do około 1359 roku. W tym czasie korpus przyjął formę hali z masywem zachodnim, w którym – podobnie jak w Chełmnie – zrealizowano tylko jedną wieżę od północy, nadając jej wyjątkowo monumentalną formę.
Po przegranej przez wojska zakonu krzyżackiego bitwie pod Grunwaldem biskup chełmiński Arnold Stapil złożył w Chełmży hołd królowi Władysławowi Jagielle. W wyniku I pokoju toruńskiego Chełmża wróciła jednak ponownie pod panowanie krzyżackie. W 1422 wojska polskie ponownie zdobyły Chełmżę, powodując w mieście znaczne zniszczenia. W 1440 miasto stało się członkiem Związku Pruskiego. W wyniku II pokoju toruńskiego kończącego wojnę trzynastoletnią Chełmża, jak i cała ziemia chełmińska przeszła pod panowanie polskie, stając się częścią tzw. polskich Prus Królewskich. Odbudowa ze zniszczeń wojennych przebiegała powoli, głównie dzięki działaniom kapituły.
W pierwszej połowie XVI w. pojawili się w mieście zwolennicy reformacji, jednak dzięki zdecydowanej postawie biskupów chełmińskich, będących właścicielami Chełmży, miasto pozostało katolickie. Pod wpływem reformacji likwidacji uległ jednak konwent franciszkanów. W 1531 wielki pożar zniszczył zabudowania miasta. Od końca wojny trzynastoletniej miasto nie odgrywało większej roli politycznej ani gospodarczej, będąc jedynie miejscem ingresów biskupów chełmińskich oraz synodów prowincjonalnych. Nie znalazło dobrych warunków rozwoju, żyjąc w cieniu większych miast – Torunia i Chełmna, było też niszczone przez pożary i wojny (przede wszystkim najazdy szwedzkie w latach 1626–1629 i 1655–1660). W drugiej połowie XVI w. Chełmża liczyła ok. 850 mieszkańców, a przed 1776 r. populacja miasta spadła do zaledwie ok. 520 osób.
W 1625 r. nastąpił powrót zakonników i położenie kamienia węgielnego pod klasztor franciszkanów. W 1621 i 1627 miasto odwiedzili Zygmunt III Waza wraz z królewiczem Władysławem. Wielokrotne przemarsze wojsk w czasie wojen szwedzkich 1626–1629 i 1655–1660 spowodowały upadek miasta, którego podstawą egzystencji stało się w XVIII wieku rolnictwo i browarnictwo. W czasie wojny sukcesyjnej w latach 1733–1735 oraz wojny siedmioletniej w latach 1756–1763 przez Chełmżę przechodziły armie saskie, szwedzkie, rosyjskie oraz zwolenników Stanisława Leszczyńskiego. Miary nieszczęść dopełniła wielka epidemia dżumy 1708–1710 oraz pożar, który strawił niemal całe miasto w 1762 r.

### Okres od 1772 do 1920
Po I rozbiorze Polski, 15 września 1772 Chełmża znalazła się w Królestwie Prus, pod zaborem pruskim. Miasto zamieszkiwało wówczas 600 mieszkańców. Władze pruskie rozpoczęły zasiedlanie obszarów ziem polskich zaboru pruskiego przez ludność niemiecką, w większości wyznania protestanckiego. Pod koniec XVIII w. w Chełmży protestanci stanowili 24% ogółu ludności, a w 1910 roku 21,8% (tuż przed odzyskaniem przez Polskę niepodległości). W 1781 siedziba biskupów chełmińskich została przeniesiona z Lubawy do Chełmży. W tym czasie nastąpiła ponowna kasata klasztoru franciszkanów.
W latach 1807–1815 Chełmża znalazła się w granicach Księstwa Warszawskiego. Jednak już w 1815 roku, wskutek postanowień kongresu wiedeńskiego, miasto ponownie dostało się pod zabór pruski, czyli pod panowanie Królestwa Prus. W 1824 stolica diecezji chełmińskiej została przeniesiona z Chełmży do Pelplina. W 1866 powstało Towarzystwo Rolniczo-Przemysłowe. Tego samego roku Chełmża, wraz z Królestwem Prus, stała się częścią Cesarstwo Niemieckiego. W 1879 powołano sąd rejonowy w Chełmży. W tym czasie powstały również 2 banki i kolejna szkoła. W 1882 rozpoczęto budowę wielkiej cukrowni (największej w ówczesnej Europie), czemu towarzyszyła budowa węzła kolejowego, w którym zbiegły się linie z Torunia, Malborka, Bydgoszczy i Kowalewa Pomorskiego.
W drugiej połowie XIX wieku i na początku XX germanizacja Chełmży i okolic nasiliła się jeszcze bardziej, co spowodowało zdecydowany opór miejscowych Polaków.

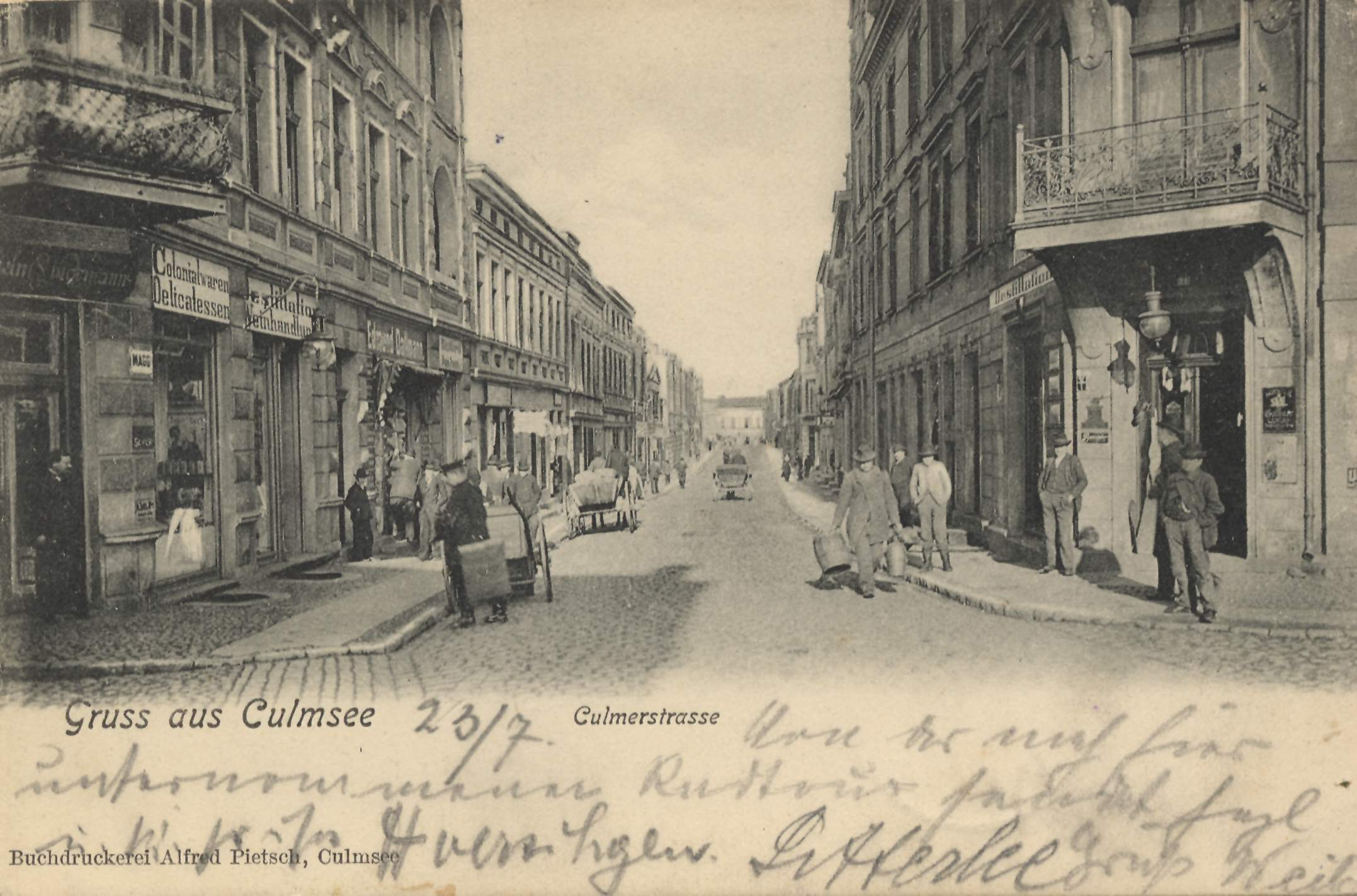
Ulica Chełmińska w 1905 r.

Od 22 października 1906 r. do 5 kwietnia 1907 r. w miejscowej szkole elementarnej dla dziewcząt odbył się strajk polskich dzieci przeciwko nauczaniu religii w języku niemieckim. Z uczestników strajku znane są nazwiska następujących dzieci: Jarzemska, Krüger, Krasińskie, Stefańska, Świechowicz, Suchomska, Czerwińska, Kosińska, Depczyńska, K. Wróblewska. W tym samym czasie, tj. od 22 października, ale nieco krócej, bo do 13 marca następnego roku, miał miejsce strajk w szkole męskiej, w którym wzięli udział następujący uczniowie: J. Cyrankowski, F. Krzyżaniak, A. Makowski, J. Mapka, J. Strybicki, J. Włodarski. Oba strajki były elementem znacznie większej akcji biernego oporu wobec pruskich władz szkolnych, która na przełomie 1906 i 1907 r. objęła ponad 460 (!) szkół w prowincji Prusy Zachodnie, czyli przedrozbiorowe Pomorze Gdańskie, Powiśle, ziemię chełmińską i ziemię lubawską oraz część Krajny. Inspiracją dla strajków pomorskich były wcześniejsze działania dzieci w prowincji wielkopolskiej, ze słynnym strajkiem we Wrześni (1901) na czele.
Po wybuchu I wojny światowej ludność polska z Chełmży i okolic ponownie zauważyła szansę na wolność i niepodległość.

### Okres od 1920 do 1945

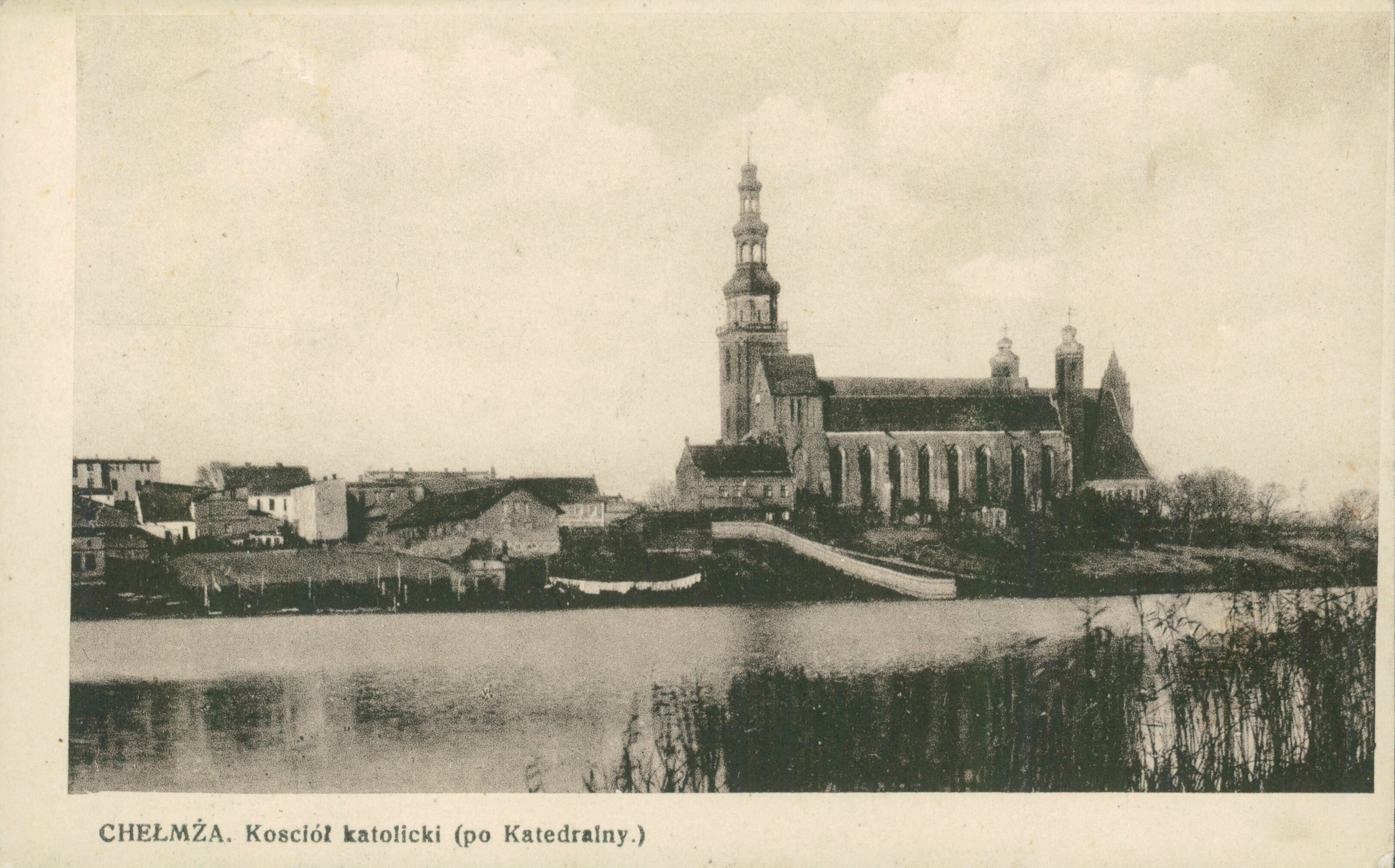
Panorama Chełmży lata 30. XX wieku

W wyniku postanowień traktatu wersalskiego Chełmża znalazła się w granicach odrodzonej Polski, w województwie pomorskim ze stolicą w Toruniu. Większa część ludności niemieckiej (około 2000 osób), korzystając z prawa opcji, wyjechała do Niemiec. Kryzys ekonomiczny, który ogarnął świat w 1929 r., dotknął również Chełmżę; powiększyła się skala ubóstwa, wzrosła liczba bezrobotnych, a płace pracowników najemnych uległy obniżeniu.
W okresie międzywojennym widoczny jest nadal wzrost liczby mieszkańców od 10700 w 1921 do 13000 w 1939 r., z czego 98% stanowili Polacy, 1,8% Niemcy, a 0,2% Żydzi.
W pierwszych dniach września 1939 opuszczone przez władze lokalne miasto bez zamierzonego pierwotnie przez część obywateli oporu zostało zajęte przez Niemców. Poza działaniami o charakterze eksterminacyjnym (mordy na inteligencji, wysiedlenia, wywozy do pracy przymusowej) okupant prowadził akcję wpisywania na niemiecką listę narodowościową, zaliczając większość polskich mieszkańców miasta do III i IV grupy. Aby zwiększyć „skuteczność” w zapisach ludności (wymuszana współpraca) zaczął stosować terror.
26 stycznia 1945 roku miasto zostało zajęte przez jednostki 70 armii II Frontu Ukraińskiego. Podczas walk zginęło 374 żołnierzy radzieckich.

### Po 1945

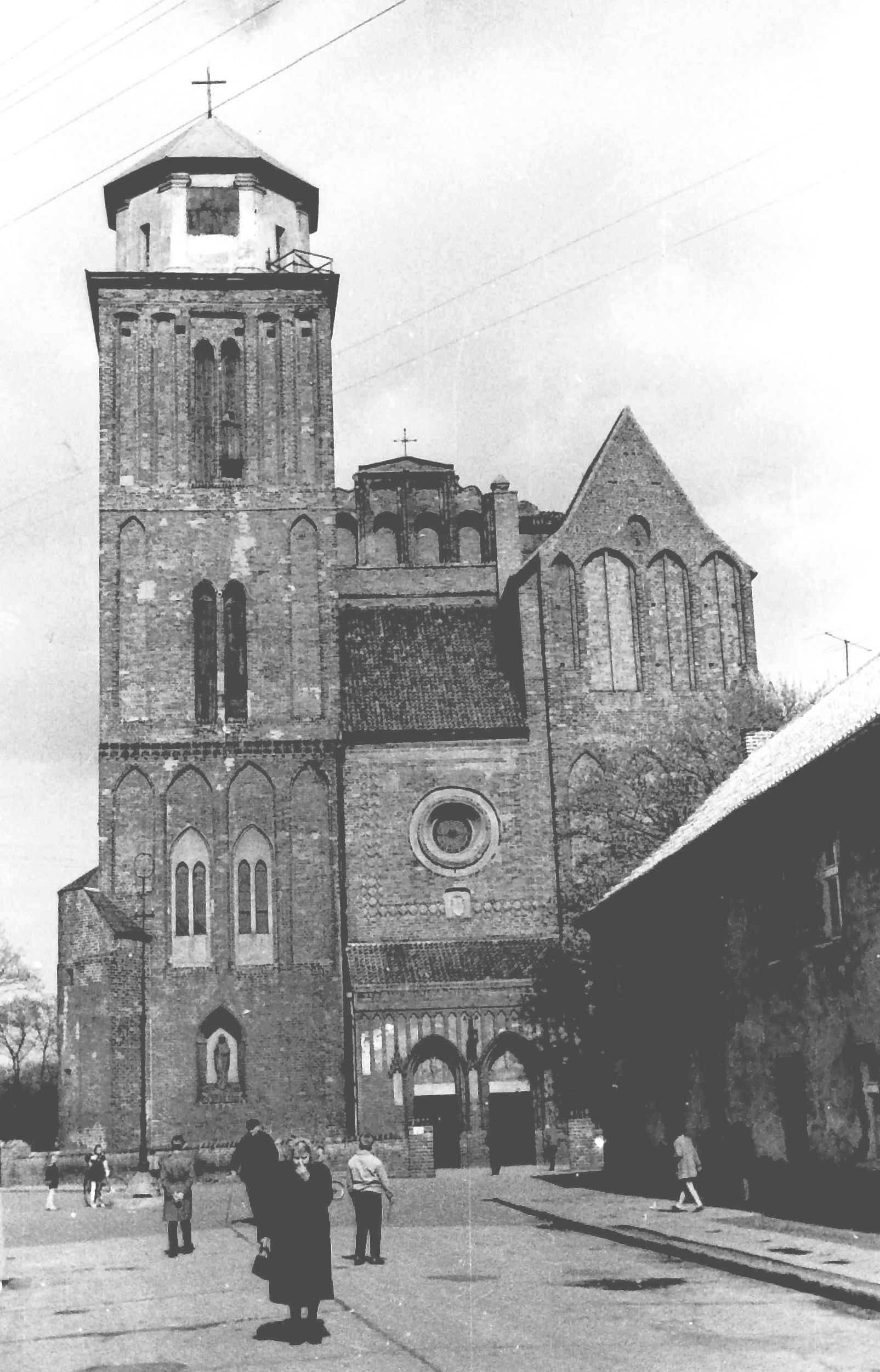
Bazylika konkatedralna św. Trójcy z prowizoryczną wieżą w 1969 roku.

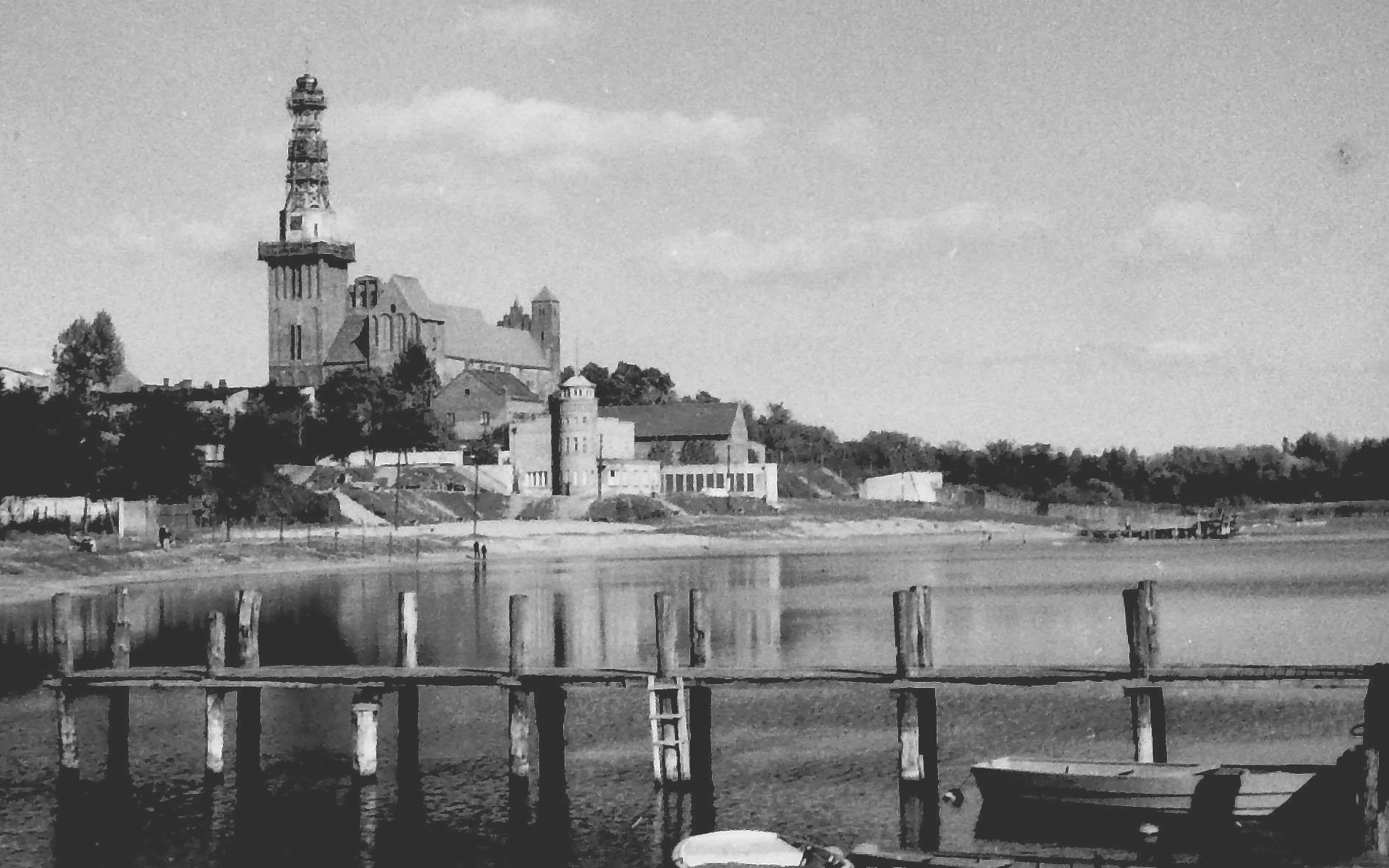
Odbudowa wieży kościoła pokatedralnego (wówczas kolegiaty) podjęta w 1969 roku.

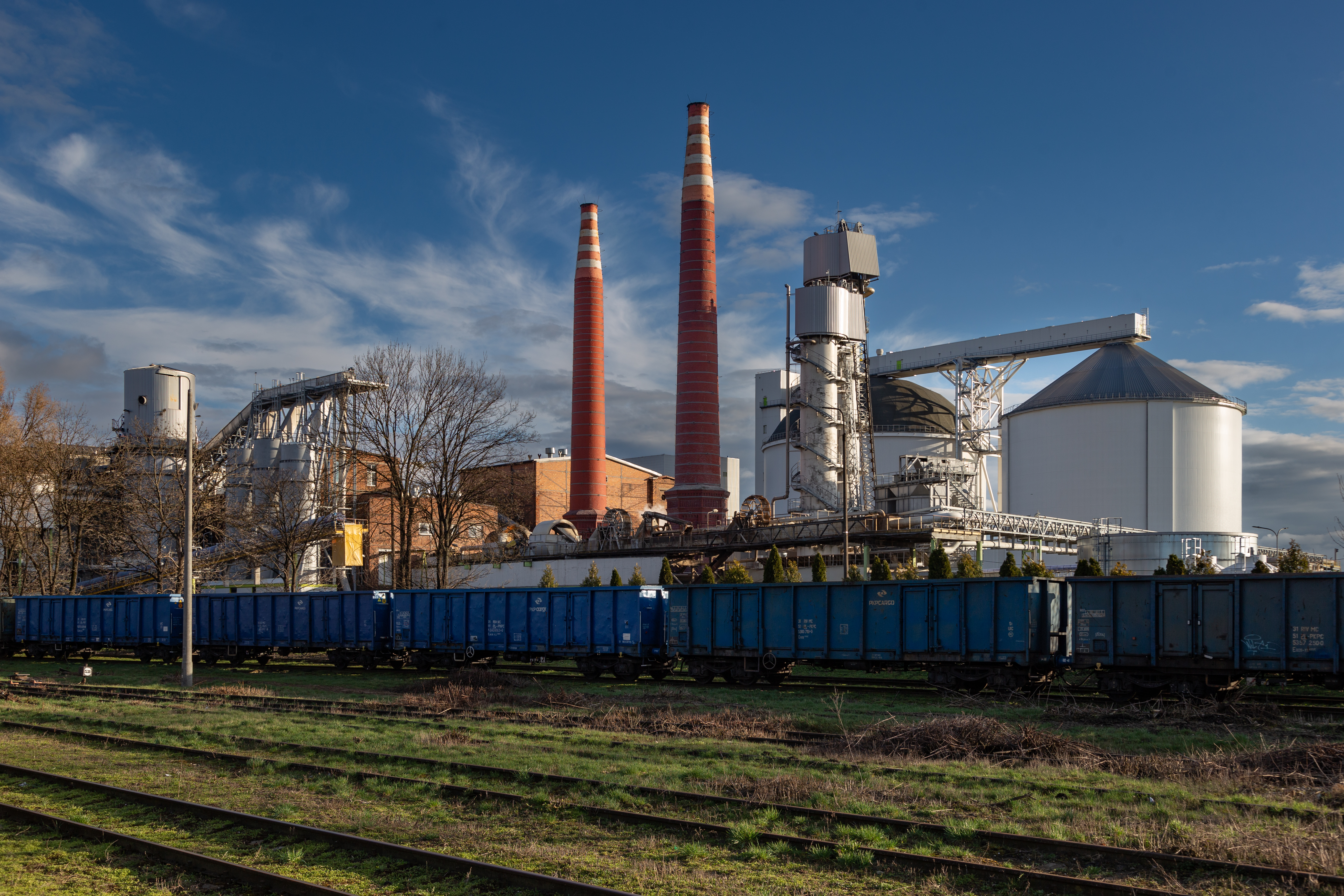
Cukrownia w Chełmży

Bezpośrednio po wojnie na podstawie powierzchownego oskarżenia o kolaborację, albo i bez takich podstaw 600 mieszkańców Chełmży zostało wywiezionych na Syberię. Większość osób z tej grupy nie powróciła do swoich domów.
Dzięki zdecydowanej postawie tymczasowych władz miasta nie nastąpiło zdemontowanie i wywiezienie maszyn z cukrowni, stanowiącej główny zakład przemysłowy miasta, w 1952 rozbudowanej w kombinat cukrowniczy.
Po II wojnie światowej miasto ponownie znalazło się granicach województwa pomorskiego (tym razem ze stolicą w Bydgoszczy), a od 1950 – województwa bydgoskiego.
W 1950 roku piorun uderzył w wieżę katedry, która zaczęła płonąć i runęła na dach kościoła. Po pożarze wieżę prowizorycznie zabezpieczono przed deszczem. Taka prowizorka trwała do 1969 r.
22 lipca 1951 roku odsłonięto na Placu Wolności pomnik żołnierzy Armii Czerwonej i Wojska Polskiego w formie figur dwóch żołnierzy polskiego i radzieckiego (wysokości ok. 7 m.) stojących na cokole (został usunięty w 1993 roku).
W 1975 miasto znalazło się w granicach woj. toruńskiego, a w 1999 – kujawsko-pomorskiego.

## Zabytki
- Układ urbanistyczny Starego Miasta

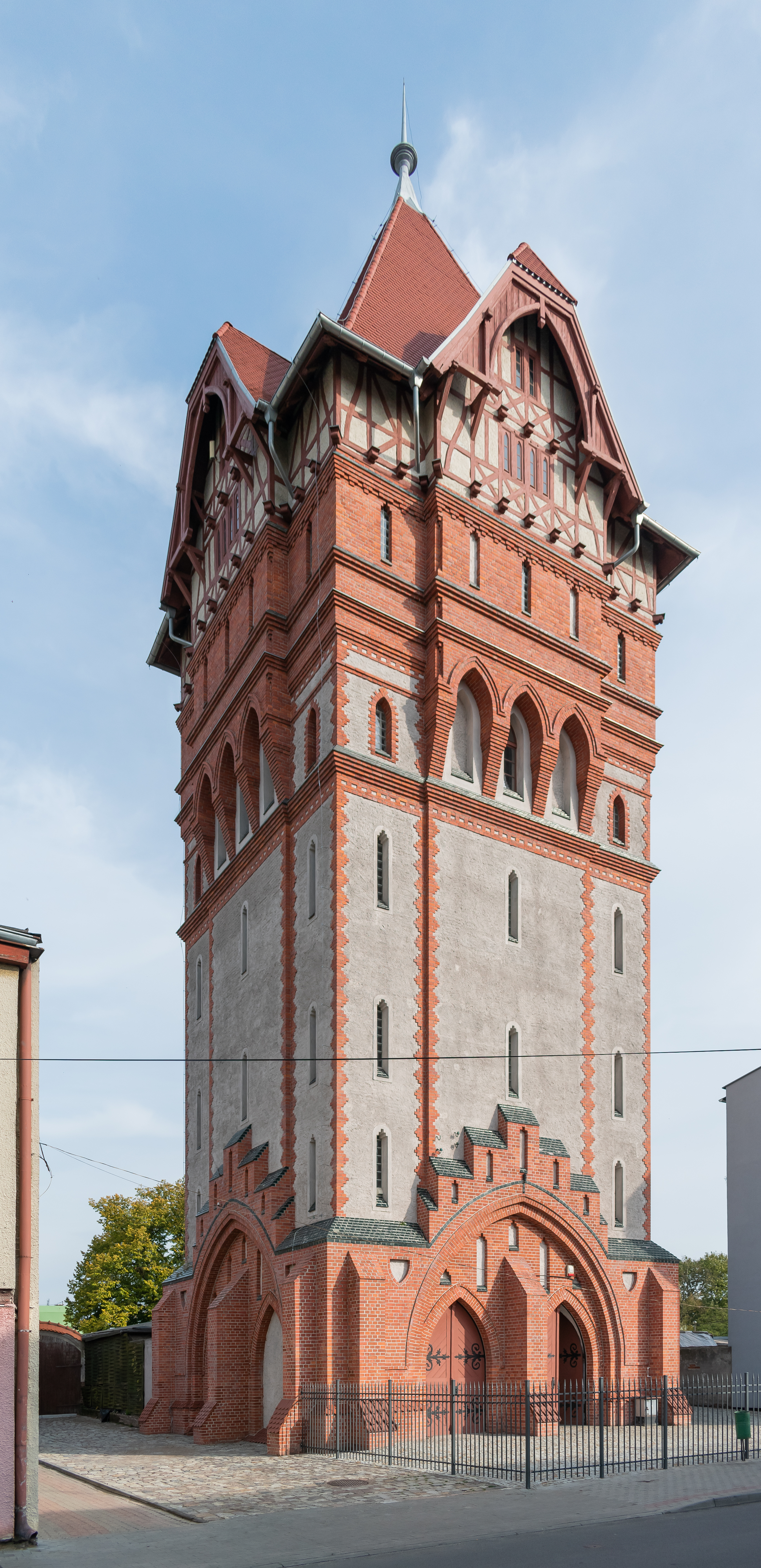
Wieża ciśnień

- Kościół katedralny Świętej Trójcy (obecnie konkatedra) – jeden z najważniejszych kościołów ziemi chełmińskiej, budowany etapami od 1251 do XIV w.
- Kościół pw. św. Mikołaja – gotycki, z końca XIII w., odbudowany po zniszczeniu w 1422 roku. W latach 1850–58 przebudowany na kościół ewangelicki przez dodanie transeptu, podwyższenie wieży i dobudowanie kruchty
- Brama kamienna (zwana także Bramą Wodną) – wybudowana w XIV wieku stanowi pozostałość po dawnych murach miejskich
- Ratusz – neogotycki, z początku XX w.
- Wieża ciśnień – neogotycka wieża z elementami modernizmu i tzw. stylu rodzinnego
- Cmentarz parafialny z kaplicami Kalksteinów i Zawiszów Czarnych
- Gmach biblioteki im. Juliana Prejsa przy Rynku
- Budynek szkoły podstawowej nr 2 – monumentalny styl charakterystyczny dla budynków rządowych tego okresu
- Budynek Zespołu Szkół Średnich
- Budynek dworca kolejowego
- Cukrownia „Chełmża”
- Zespół zabytkowych kamienic, domów i willi z XIX–XX wieku:
  - Dom przy Rynku 9 – ciekawa konstrukcja więźby dachowej; bez użycia gwoździ, tylko złączne i zaciskowe elementy drewniane[16]
  - Dom przy Rynku 4 – obecnie biblioteka
  - Kamienica R. Leibrandta z 1907 – eklektyczna, zdobiona fachwerkiem, pochodząca z 1907, znajduje się na skrzyżowaniu ul. Dworcowej i gen. Sikorskiego[16]
  - Zabudowa ulicy Dworcowej
  - Budynki przy ulicy Tumskiej
  - Domy kolejowe przy ul. Polnej
  - Dom przy ul. Szewskiej 8
  - Dom przy ul. Sikorskiego 18 – na jego balkonie hotelowym przyjmował defiladę gen. Józef Haller[16]
  - Budynek przy ul. Browarnej – właśc. browaru Laube[16]
  - Budynek przy ul. Sądowej
  - Mały dom buchaltera Neubara – wzniesiony przy ul. Bydgoskiej, pochodzący z 1908 r., choć w dość tradycyjnej formie, zdobiony delikatnym, secesyjnym ornamentem[16]
  - Dom Jana Czarlińskiego (właściciela Brąchnówka) – wzniesiony w 1911 r. przy ul. Dąbrowskiego[16]
  - Villa Nova – znajdująca się przy ul. Hallera 25, obecnie budynek Szkoły Muzycznej
  - Willa dyrektora rzeźni miejskiej Franciszka Górskiego – znajdująca się przy ul. Dąbrowskiego została przebudowana w 1911-1912 roku[16]
  - Willa weterynarza – ul. Dąbrowskiego[16]
  - Willa Ludwika Kotewicza – ul. Dąbrowskiego[16]
  - Willa Teofila Rochona – ul. Toruńska[16]
  - Willa Maxa Welde – ul. Toruńska[16]
  - Willa „Danuta” – przykład nowoczesnej w formie architektury okresu międzywojennego, zbudowany w 1934 roku. Budynek ten, sąsiadujący z „Concordią”, zbudował burmistrz Chełmży Bronisław Kurzętkowski na parceli wytyczonej na terenie parku miejskiego[16].

Wybrane zabytki miasta
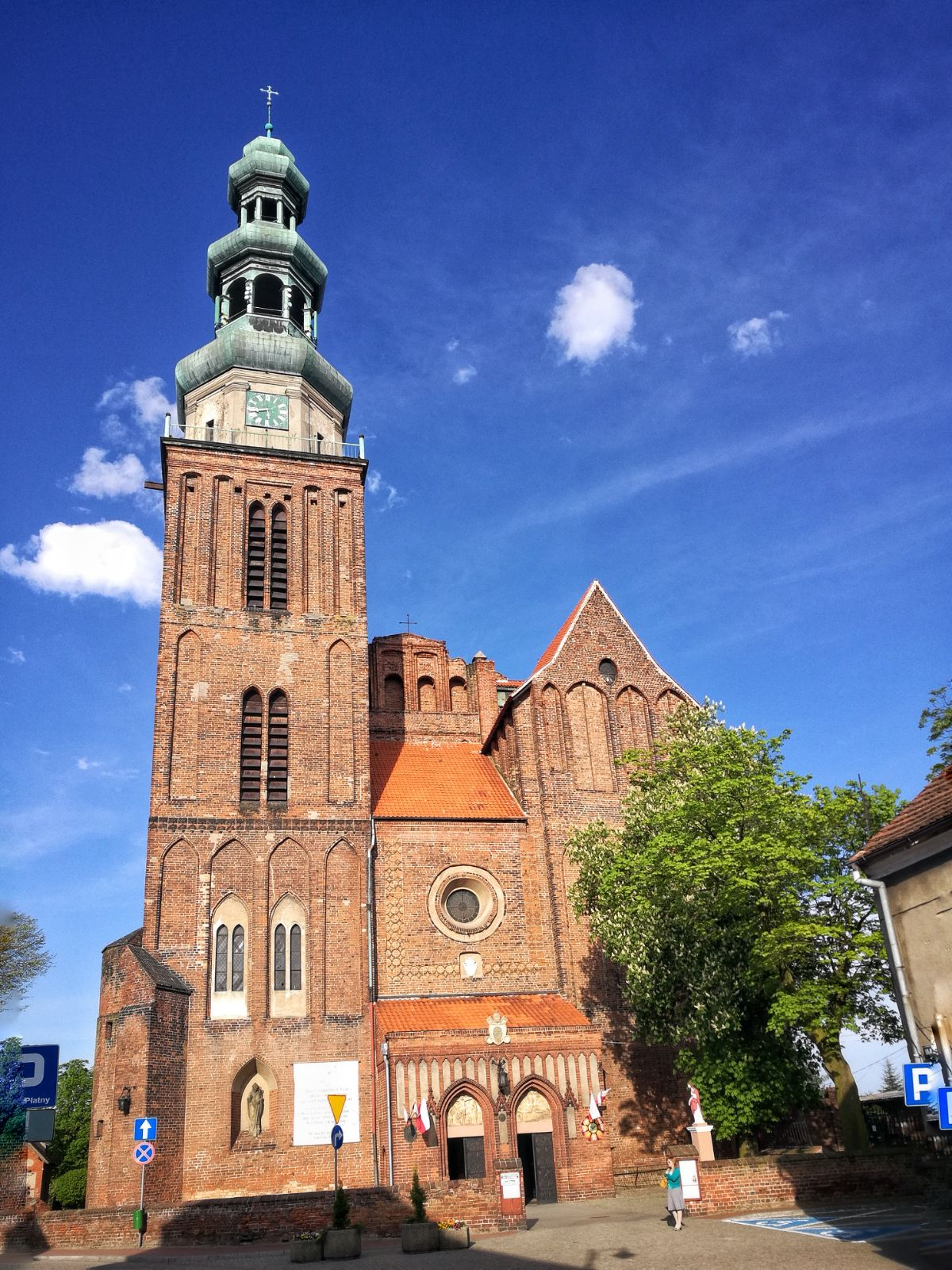
Bazylika konkatedralna św. Trójcy
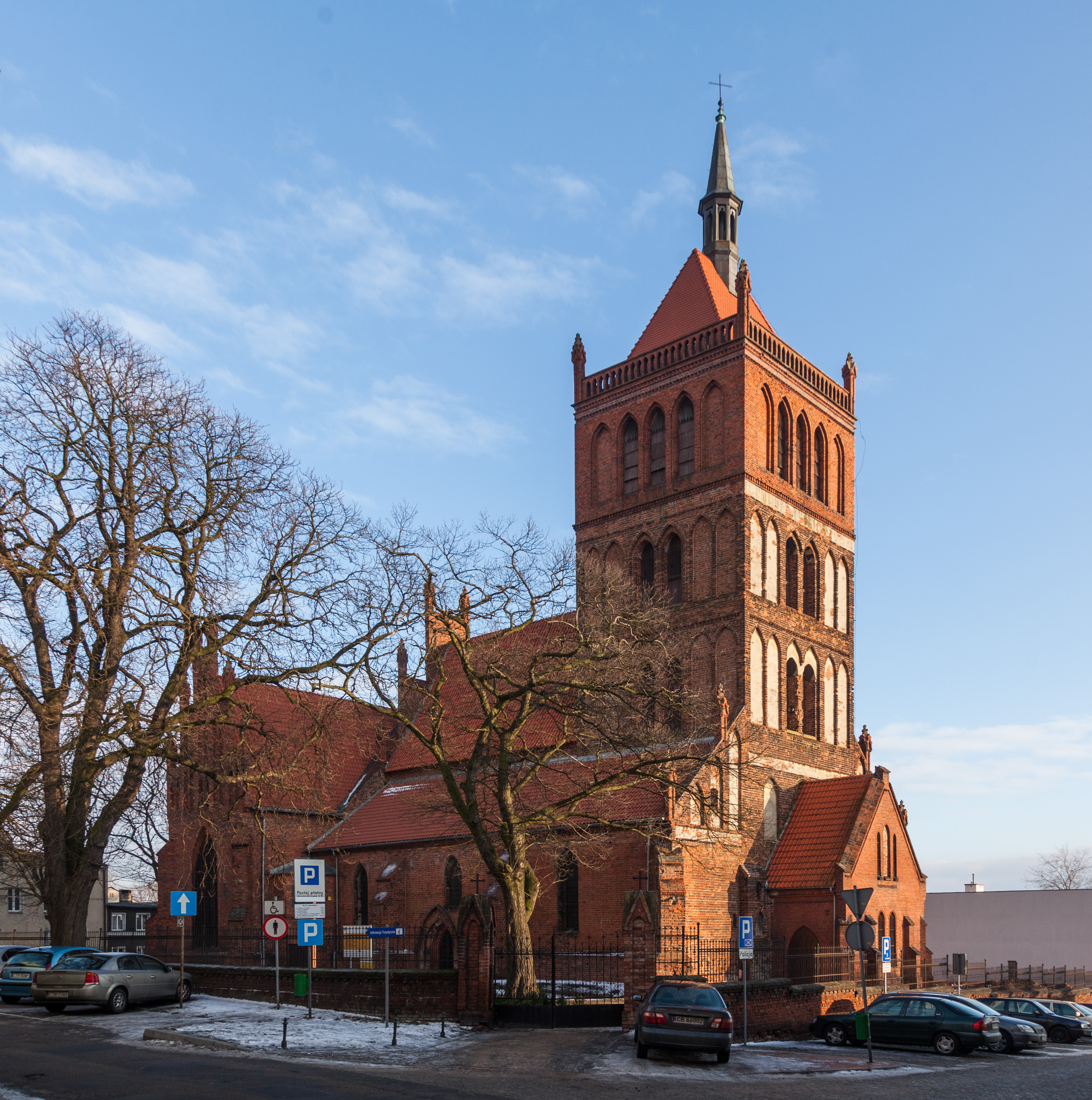
Kościół św. Mikołaja
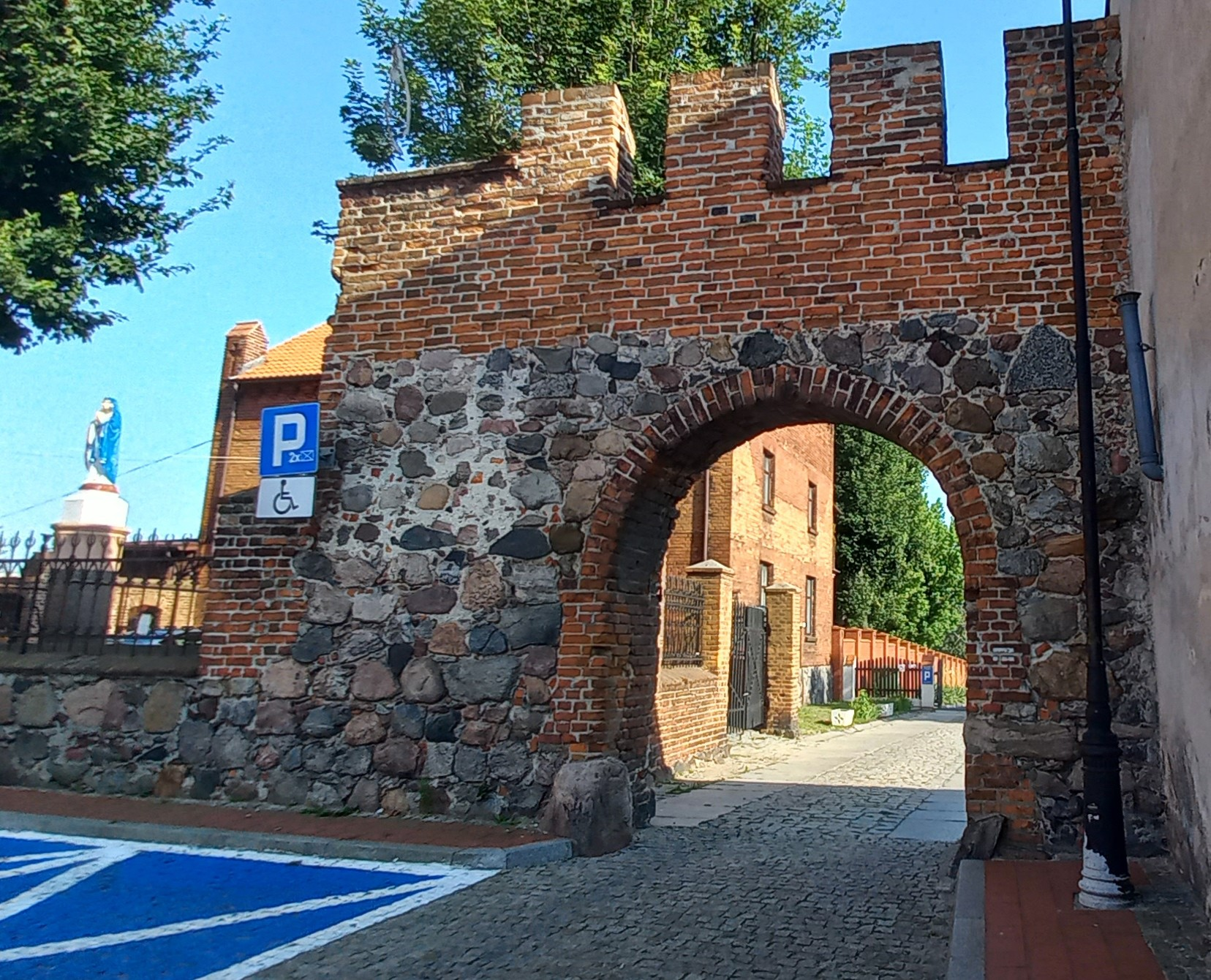
Brama Kamienna
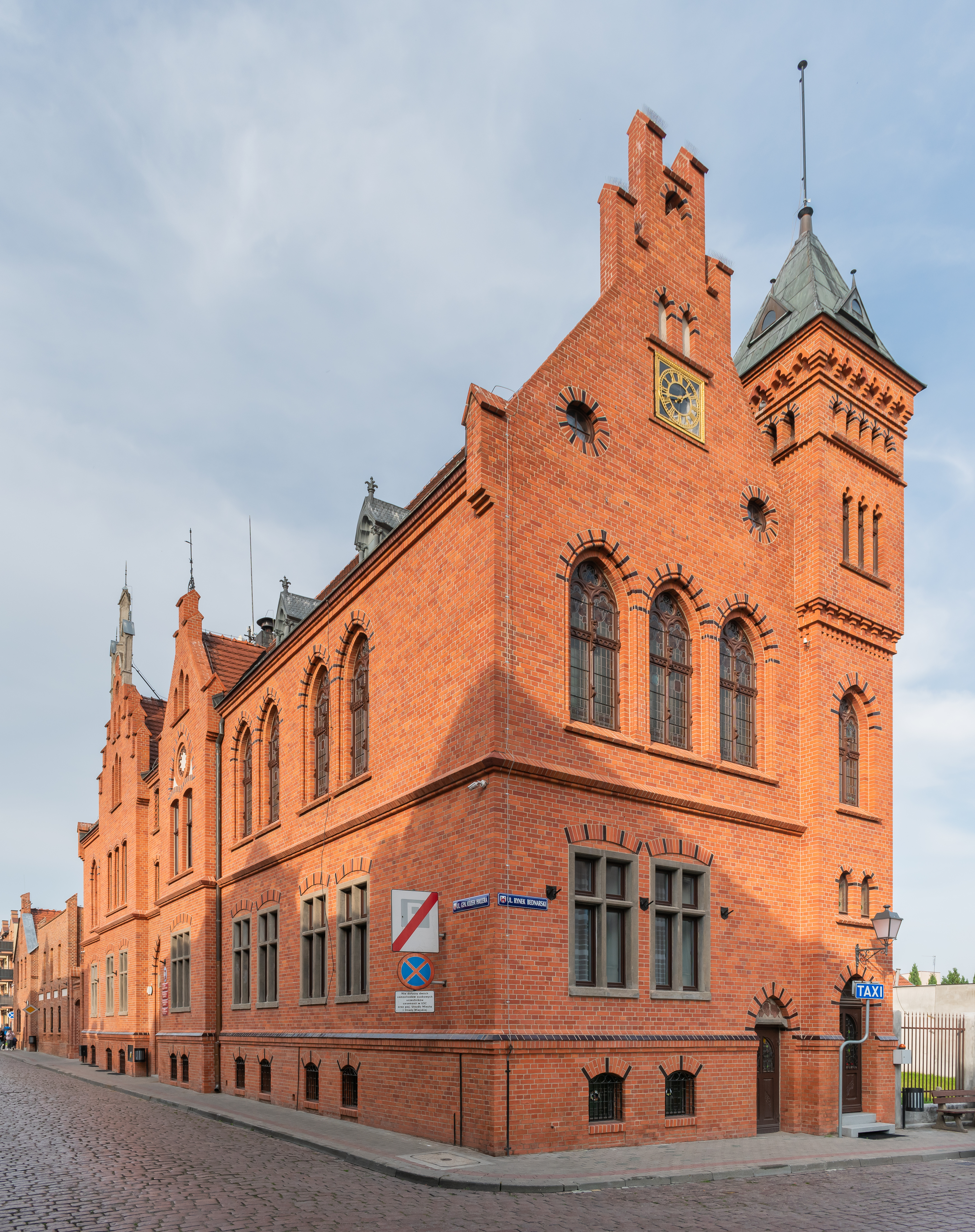
Ratusz
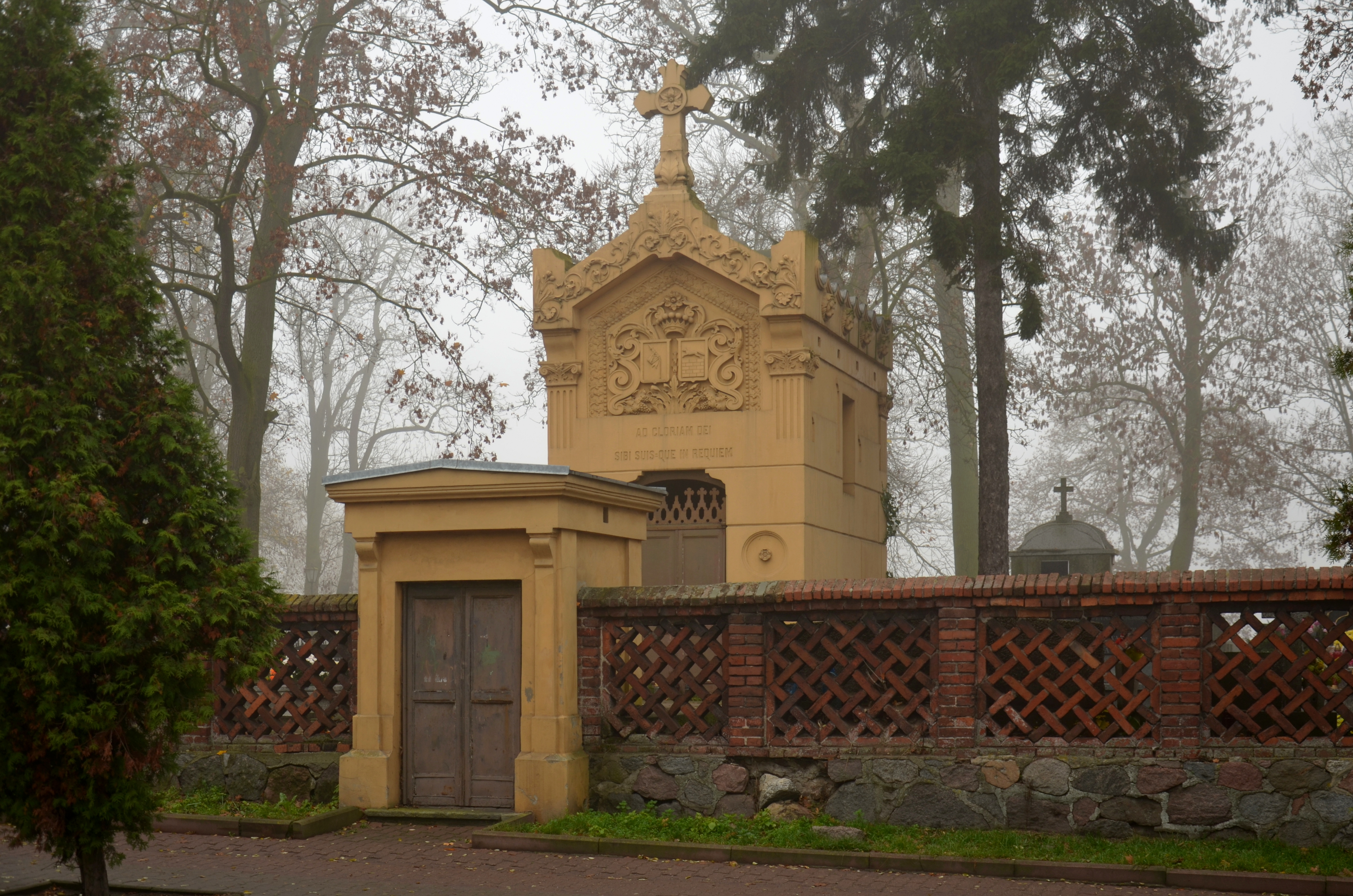
Kaplica Zawiszów Czarnych

### Zabytki nieistniejące

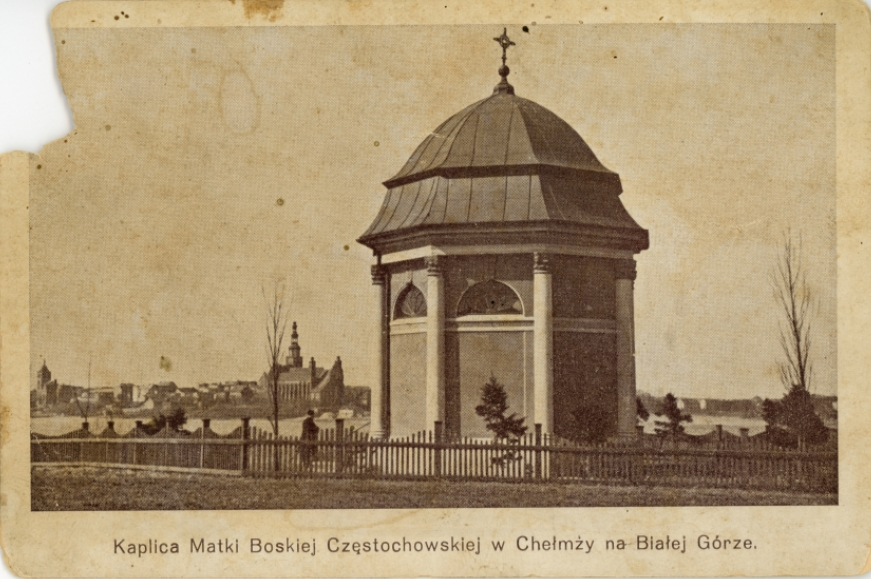
Nieistniejąca Kaplica Matki Boskiej Częstochowskiej

- Kościół pofranciszkański pw. św. Jerzego – rozebrany po spaleniu w 1827 roku
- Kaplica Matki Boskiej Częstochowskiej w Chełmży – istniejąca w latach 1927–1940 została zniszczona przez Niemców w czasie II wojny światowej

### Pomniki
- Pomnik błogosławionej Juty i biskupa Heidenryka z makietą średniowiecznej Chełmży
- Pomnik Walki i Męczeństwa
- Pomnik w hołdzie kapitanowi Szczepańskiemu
- Tablica poświęcona pracownikom cukrowni którzy zginęli w walce o Wolność i Demokrację
- Pomnik Charliego Chaplina

Wybrane pomniki miasta
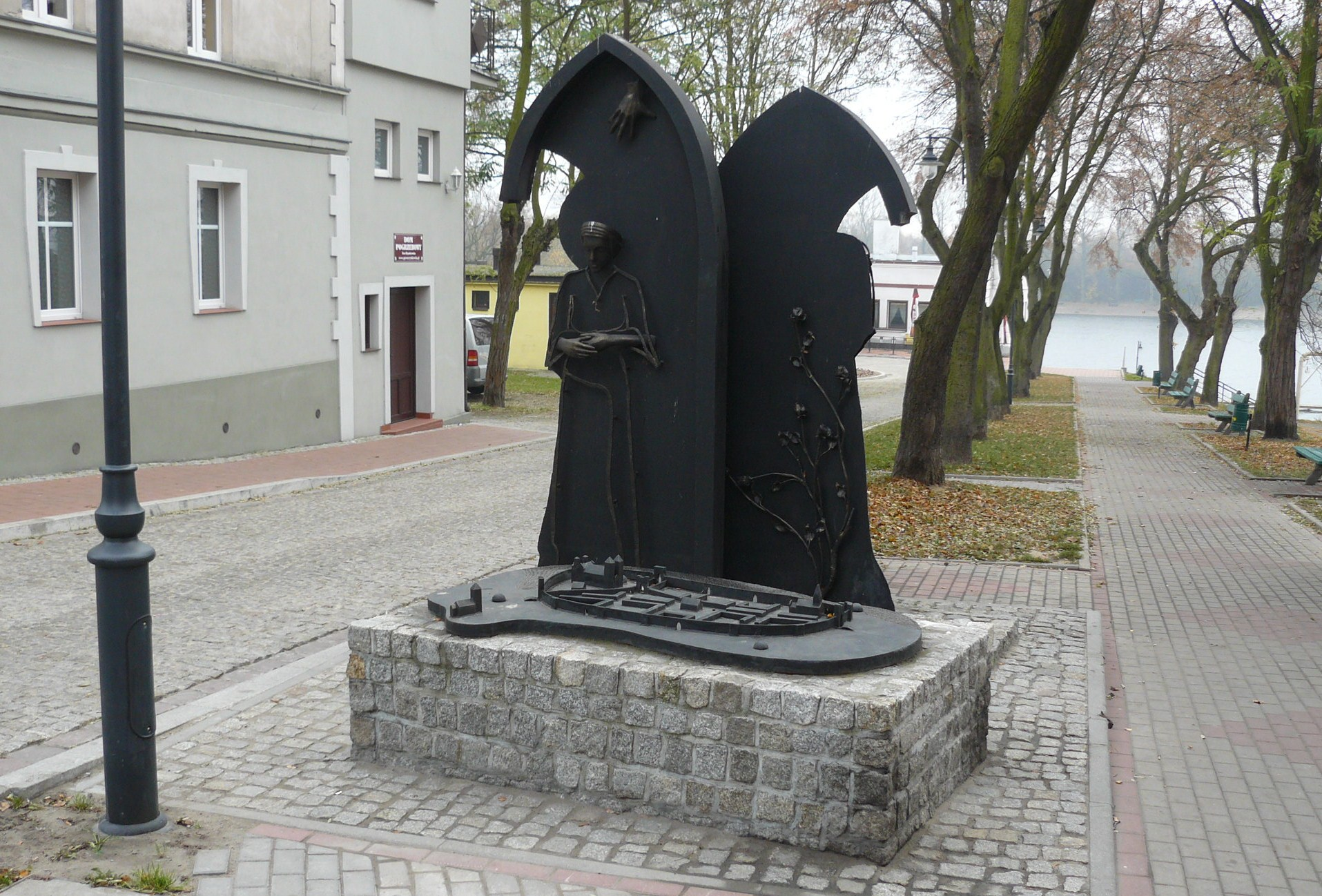
Pomnik błogosławionej Juty i biskupa Heidenryka z makietą średniowiecznej Chełmży
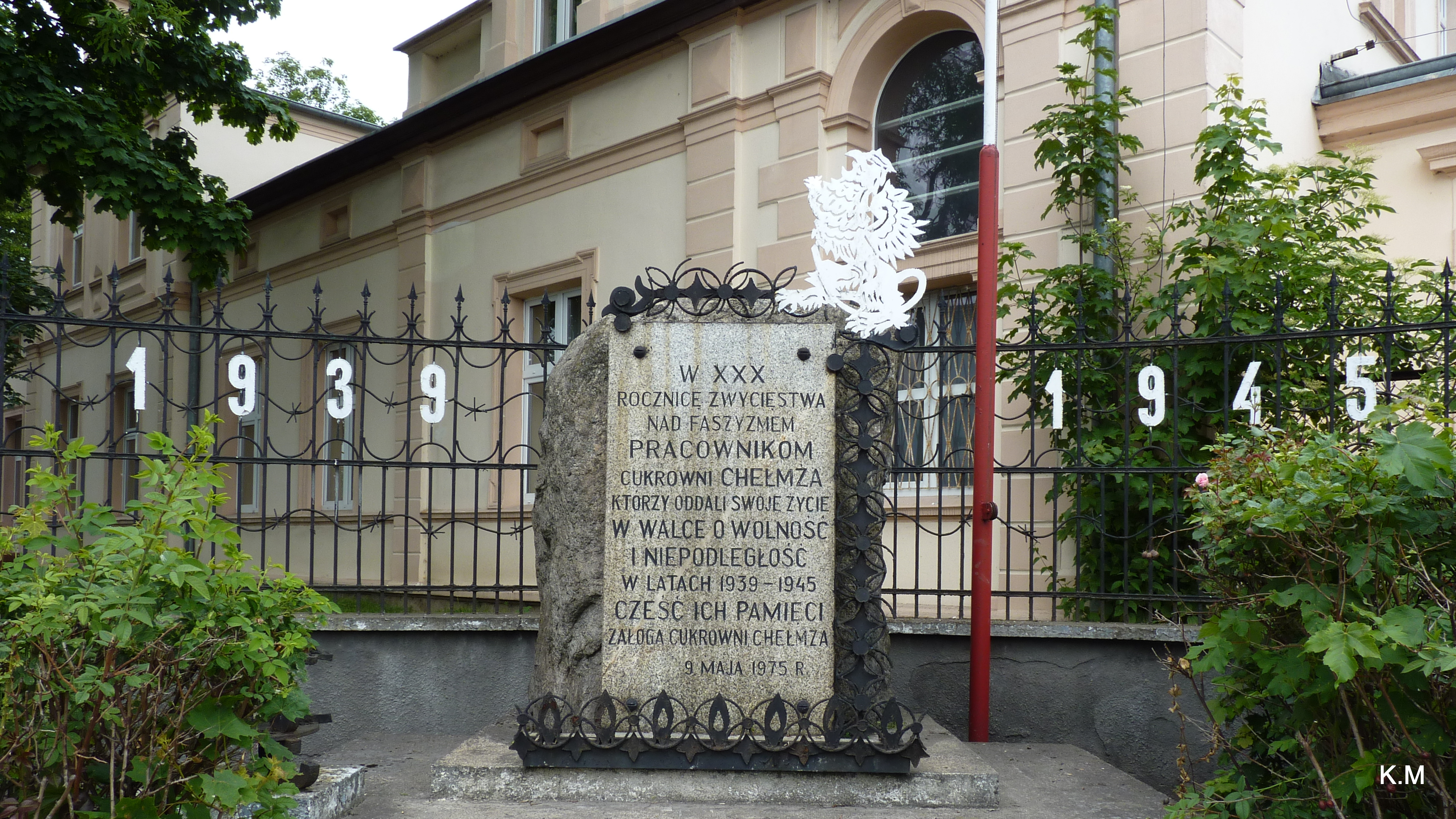
Tablica poświęcona pracownikom cukrowni którzy zginęli w walce o Wolność i Demokrację
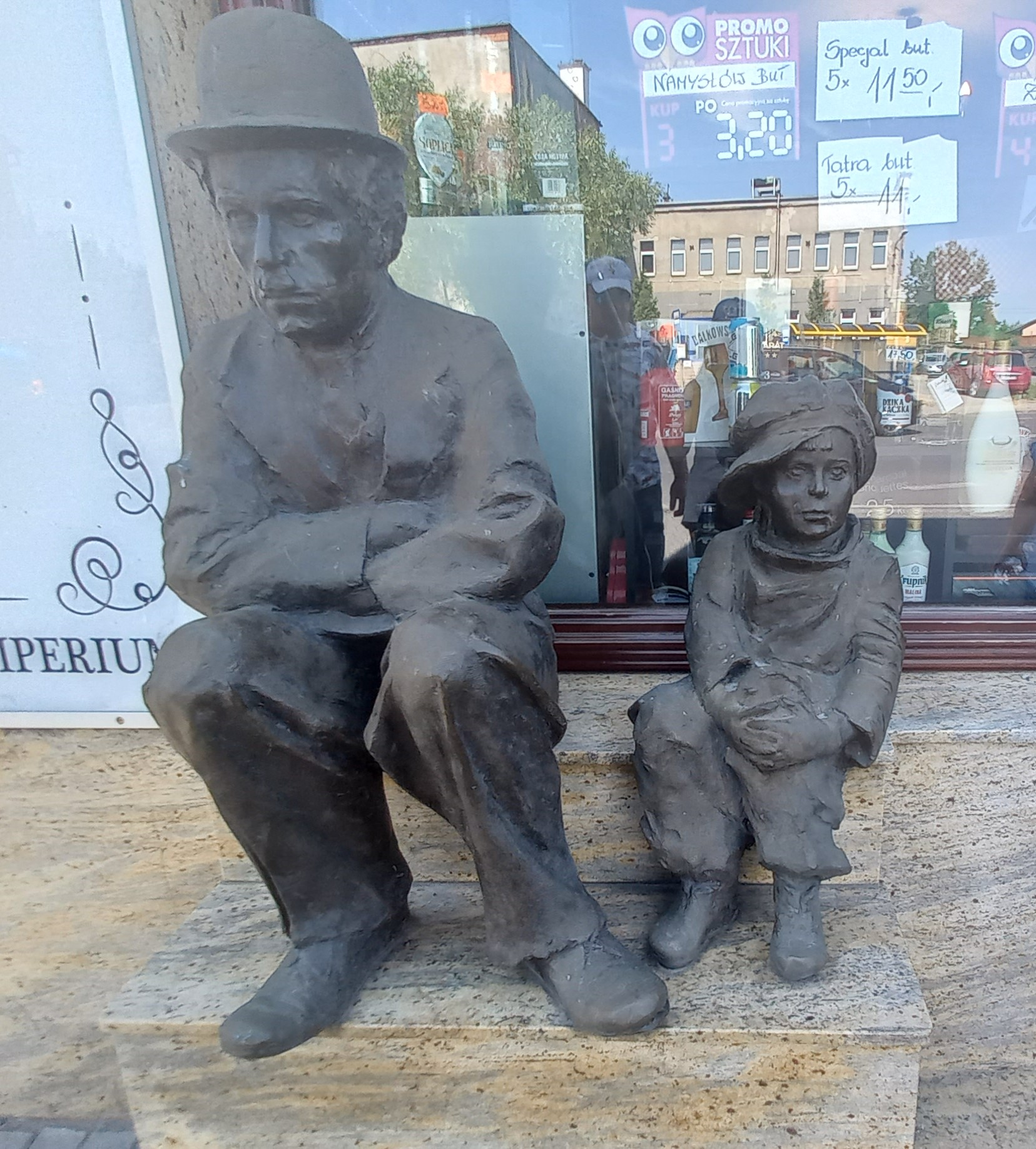
Pomnik Charliego Chaplina

## Struktura powierzchni
Według danych z 1 stycznia 2010 powierzchnia miasta wynosiła 7,84 km². Miasto stanowi 0,64% powierzchni powiatu.
Według danych z 2002 r. Chełmża ma obszar 7,83 km², w tym:
- użytki rolne: 47%
- użytki leśne: 1%

## Demografia
Według danych z 30 czerwca 2014 r. miasto miało 14 965 mieszkańców.

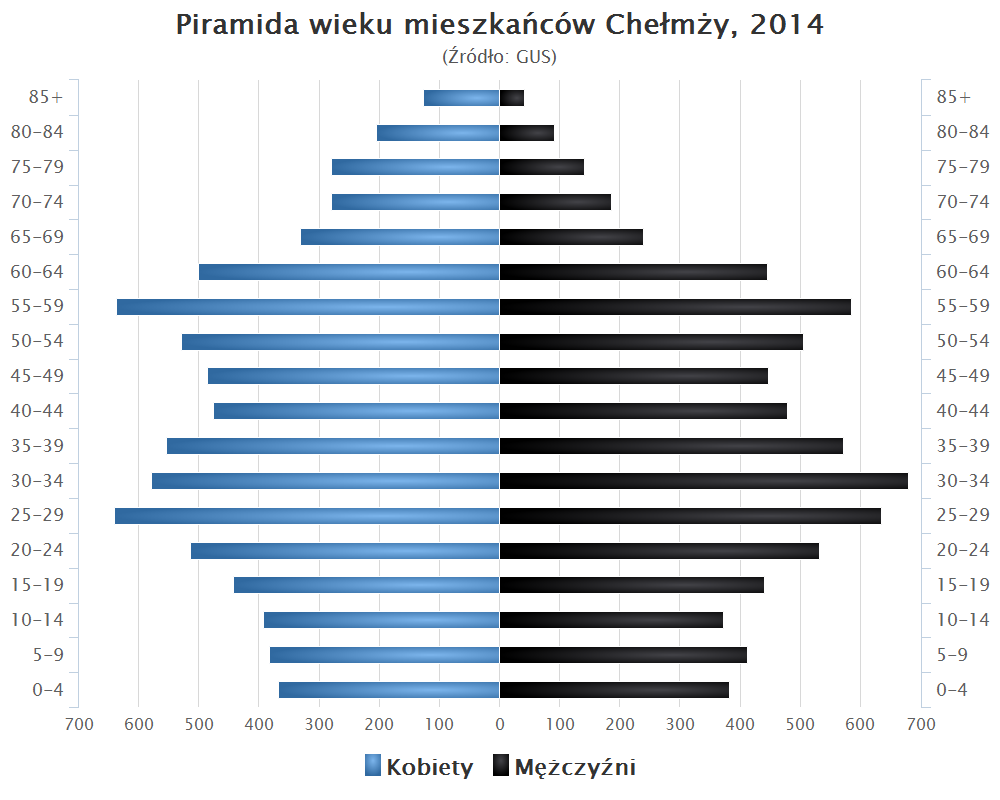
Piramida wieku mieszkańców Chełmży w 2014 r.

Dane z 31 grudnia 2022:
| Opis                              | Ogółem | Ogółem | Kobiety | Kobiety | Mężczyźni | Mężczyźni |
| --------------------------------- | ------ | ------ | ------- | ------- | --------- | --------- |
| jednostka                         | osób   | %      | osób    | %       | osób      | %         |
| populacja                         | 13 827 | 100    | 7154    | 51,74   | 6673      | 48,26     |
| gęstość zaludnienia (mieszk./km²) | 1763,6 | 1763,6 | 912,5   | 912,5   | 851,1     | 851,1     |

## Oświata

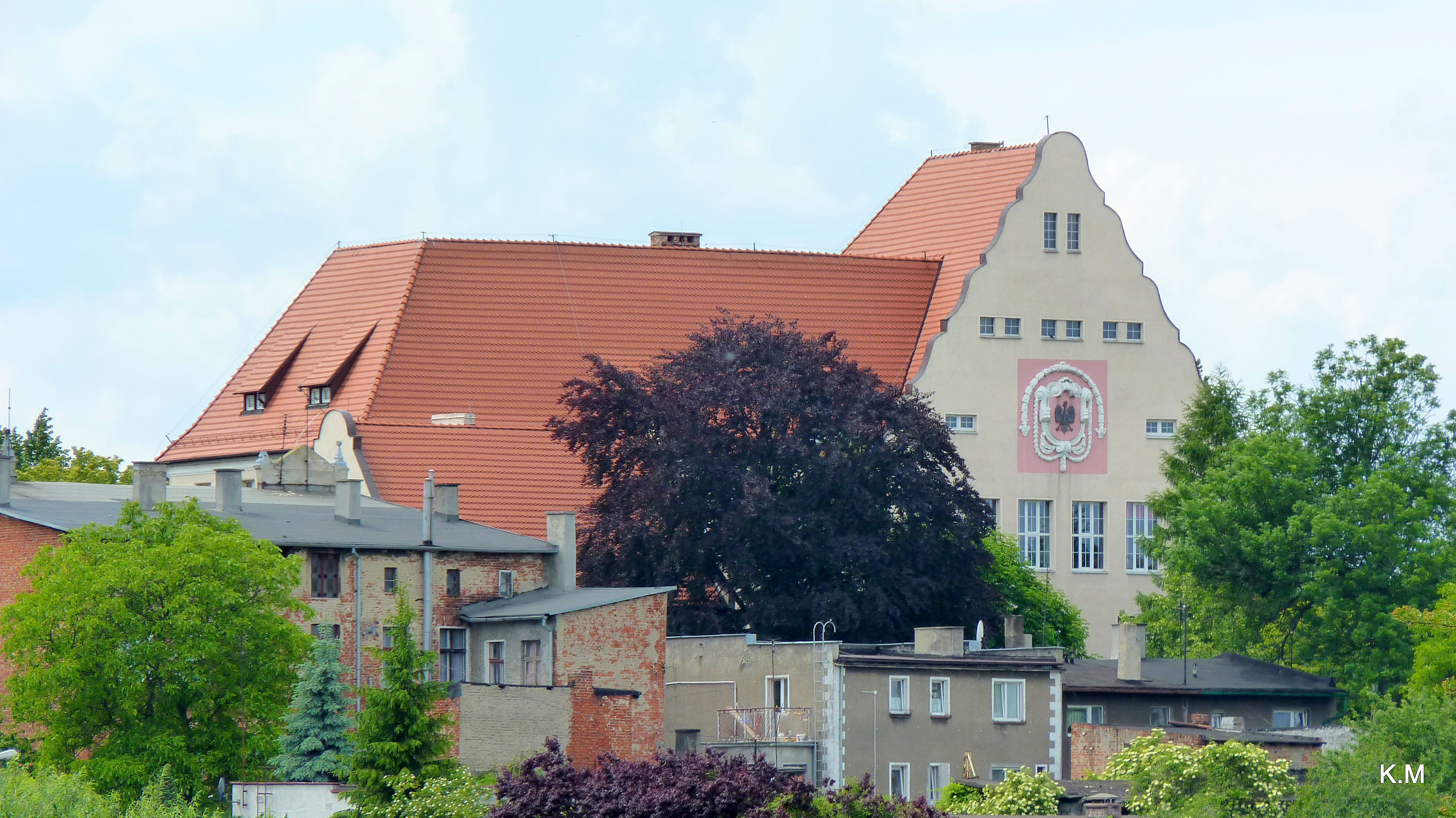
Liceum Ogólnokształcące im. Komisji Edukacji Narodowej w Chełmży

- Zespół Szkół w Chełmży – liceum ogólnokształcące, technikum, branżowa szkoła I stopnia, szkoła policealna dla dorosłych
- Zespół Szkół Specjalnych w Chełmży – szkoła podstawowa specjalna nr 4, branżowa szkoła I stopnia, szkoła przysposabiająca do pracy
- Szkoła Muzyczna I stopnia w Chełmży – 6-letnia podstawowa – dz. dziecięcy, 4-letnia podstawowa – dz. młodzieżowy
- Szkoła Podstawowa nr 2
- Szkoła Podstawowa nr 3
- Szkoła Podstawowa nr 5

## Kultura
Coroczne imprezy organizowane w Chełmży:
- Dni Chełmży (lipiec)

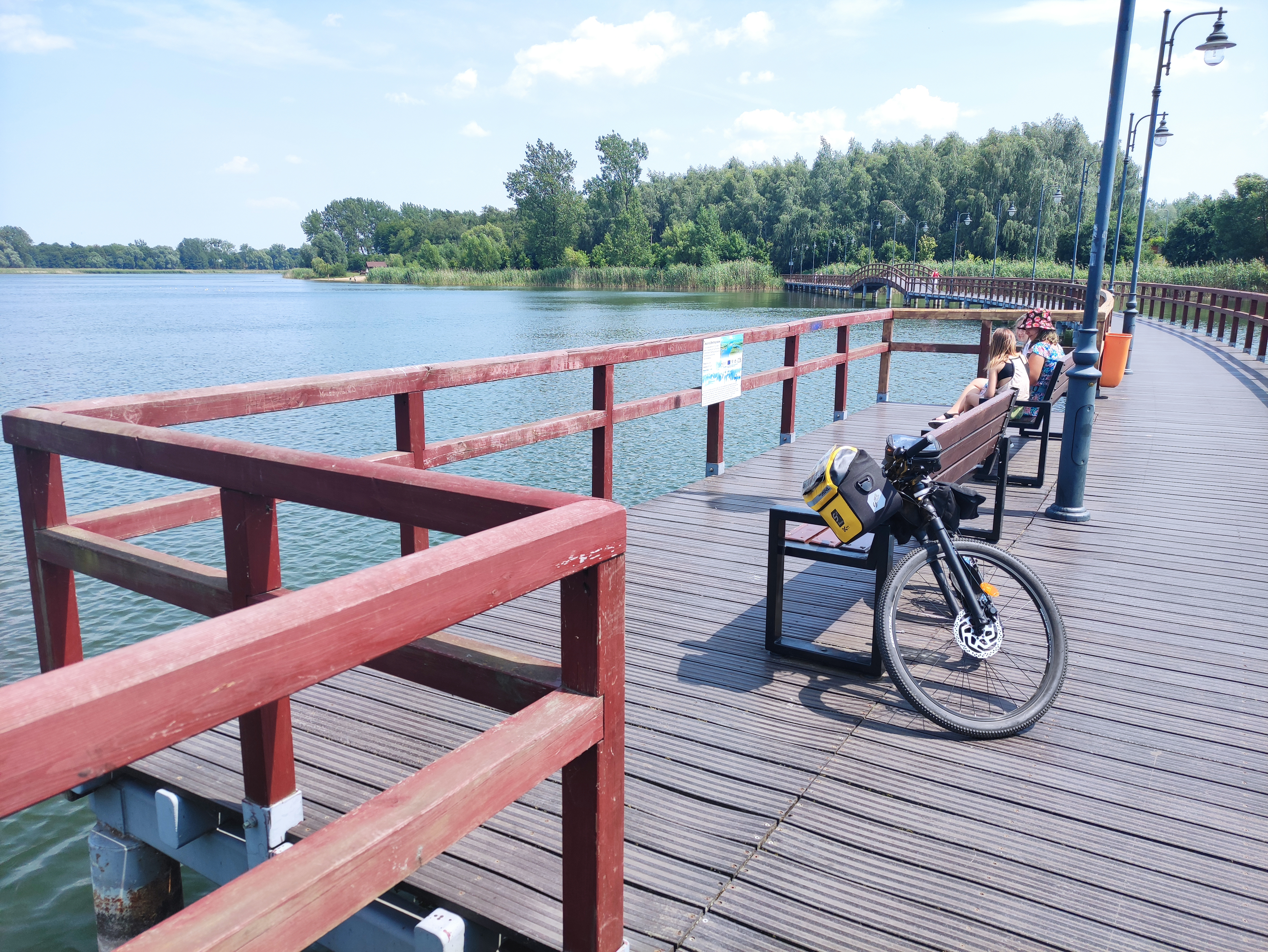
Pomost w Chełmży

- Rozpoczęcie sezonu turystycznego (czerwiec)
- Chór mieszany „Święta Cecylia” – najstarszy tego typu chór w Polsce, założony w 1869 r. Uhonorowany w 1996 r. najwyższym papieskim odznaczeniem „Pro Ecclesia Et Pontifice”[21].
- Powiatowa i Miejska Biblioteka Publiczna im. Juliana Preisa – gromadzi wokoło swej statutowej działalności następujące główne formy działań obszaru kultury:
  - Redakcja Gazety Chełmżyńskiej
  - Redakcja Głosu Chełmżyńskiego
  - Miejska Izba Muzealna
  - Chełmżyński Ośrodek Kultury
  - Siedziba Chełmżyńskiego Towarzystwa Kultury
  - Klub muzyczny Cuma

## Sport
W Chełmży działa kilka klubów:

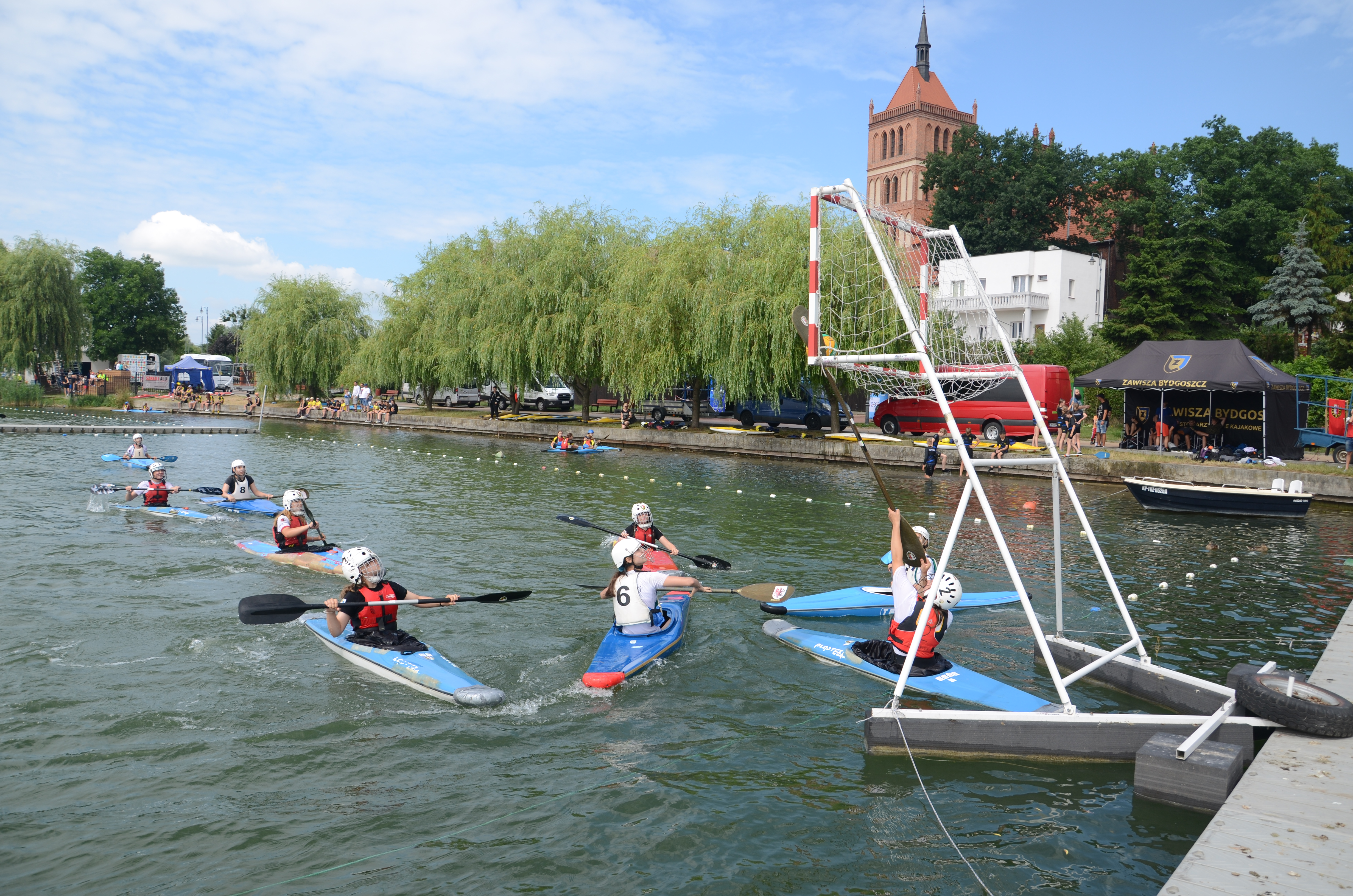
Międzywojewódzkie Mistrzostwa Młodzików w kajak-polo w 2023 r.

- Klub Sportowy Legia Chełmża – prowadzi sekcję piłkarską
- Klub Sportowo-Turystyczny „Włókniarz” – prowadzi sekcję żeglarską i kajakarską
- Stowarzyszenie Białe Żagle – stowarzyszenie pasjonatów żeglarstwa
- Samurai Spirit Dojo Klub Sportów i Sztuk Walki – karate kyokushin
- Uczniowski Klub Sportowy „Zak” (działa w ramach klubu KST)
- Chełmżyńskie Towarzystwo Wioślarskie 1927
- Klub Sportowy „Grom” – prowadzi sekcję bokserską
- Modelarnia SM „Combat” – bierze udział w mistrzostwach Polski modeli samolotów, pojazdów i okrętów
- Międzyszkolny Klub Sportowy „Chełmża” – sekcja karate-do shotokan (trener Janusz Mikołajczyk 3dan)
- MKS Łozanie Chełmża – oficjalny klub szachowy przy Gimnazjum nr 1 w Chełmży
- Koło wędkarskie
- MKS Chełmża – oficjalny klub młodzieżowej piłki siatkowej
- KS Chełmża – Klub seniorski piłki siatkowej

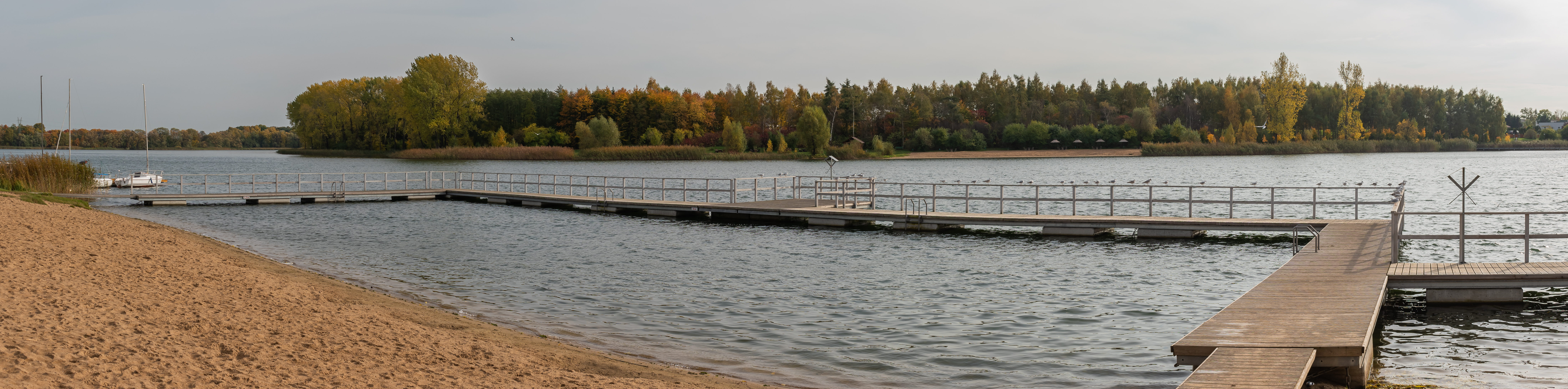
Jezioro Chełmżyńskie

- Sekcja sztuk walki na zasadach K1

## Wspólnoty wyznaniowe

### Kościół rzymskokatolicki
- Parafia św. Mikołaja w Chełmży w dekanacie Chełmża

### Świadkowie Jehowy
- zbór Chełmża[22]

## Miasta partnerskie
- Nieuwerkerk aan den IJssel
- Sangerhausen

## Stara prasa
- Biedaczek : czyli mały i tani tygodnik dla biednego ludu (1848-1850)
- Gazeta Chełmżyńska, okres międzywojenny
- Głos Chełmżyński, okres międzywojenny
- „Bote für Culmerland” Culmseer Zeitung, 1939–1945